# Rhipidia (Rhipidia) crassirostris
Rhipidia (Rhipidia) crassirostris is een tweevleugelige uit de familie steltmuggen (Limoniidae). De soort komt voor in het Oriëntaals gebied.